# Такэнокоси, Сигэмару
Сигэмару Такэнокоси (яп. 竹腰 重丸 Такэнокоси Сигэмару, 15 февраля 1906, Усуки, Оита — 6 октября 1980, Бункё) — японский футболист. Выступал за сборную Японии.

## Карьера
На протяжении своей футбольной карьеры выступал за клуб Токийского университета.

## Национальная сборная
В 1925 году Такэнокоси, Сигэмару был вызван в сборную Японии на Дальневосточных играх 1925. На этом турнире 20 мая он дебютировал против Китайская Республика. Он участвовал в матчах квалификации на Дальневосточных играх 1927 и 1930. Всего он провел за национальную команду 5 матчей, забив 1 гол, завершив выступления в 1930 году.

## Статистика за сборную
| Сборная Японии | Сборная Японии | Сборная Японии |
| Год            | Матчи          | Голы           |
| -------------- | -------------- | -------------- |
| 1925           | 1              | 0              |
| 1926           | 0              | 0              |
| 1927           | 2              | 1              |
| 1928           | 0              | 0              |
| 1929           | 0              | 0              |
| 1930           | 2              | 0              |
| Итого          | 5              | 1              |